# Jean-Marc Thibault
Jean-Marc Thibault (Saint-Bris-le-Vineux, 1923. augusztus 24. – Marseille, 2017. május 28.) francia színész.

## Filmjei

### Mozifilmek
- Párizs és tavasz (Antoine et Antoinette) (1947)
- A vasárnap gyilkosai (Les assassins du dimanche) (1956)
- Család nélkül (Sans famille) (1958)
- A szép amerikai (La belle Américaine) (1961)
- Mi ketten meg a ló (Un cheval pour deux) (1962)
- Irány Deauville (Nous irons à Deauville) (1962)
- Fayard bíró, akit seriffnek hívtak (Le juge Fayard dit Le Shériff) (1977)
- Lucky Luke: A Daltonok szökésben (La ballade des Dalton) (1978, hang)
- Habzsoljuk az életet (Croque la vie) (1981)
- Párjáték (Vaudeville) (1986)
- A furcsa nő (La femme fardée) (1990)
- Közönséges szerelem (De l'amour) (2001)
- Egy ember és kutyája (Un homme et son chien) (2008)
- Mese a szerelemről (Mademoiselle Chambon) (2009)

### Tv-filmek
- Monte Cristo grófja (Le Comte de Monte Cristo) (1998)

### Tv-sorozatok
- Arsène Lupin (1973, egy epizódban: Herlock Sholmes lance un défi))
- Fortunata y Jacinta (1980, tíz epizódban)
- Maguy (1985–1991, tíz epizódban)
- Les grandes marées (1993, nyolc epizódban)
- Terre indigo (1996, nyolc epizódban)